# Todd McFarlane
Pour les articles homonymes, voir McFarlane.
 (mars 2012).
Si vous disposez d'ouvrages ou d'articles de référence ou si vous connaissez des sites web de qualité traitant du thème abordé ici, merci de compléter l'article en donnant les références utiles à sa vérifiabilité et en les liant à la section « Notes et références ».
 (octobre 2018).
Todd McFarlane, né le 16 mars 1961, est un auteur canadien de bandes dessinées.
Dans les années 90, son travail sur Spider-Man chez Marvel Comics le fait connaître.
En 1991, il participe à la fondation d'Image Comics. Il donne naissance à Spawn, le super-héros occulte qui devient l'un des héros les plus célèbres des années 1990. Cette réalisation encourage les auteurs de bandes dessinées à suivre leurs personnages à long terme, et à gérer eux-mêmes leurs histoires.
En 1994, il se concentre sur la gestion de ses affaires. Sa société de figurines articulées aux détails minutieux, McFarlane Toys, modifie les standards dans l'industrie du jouet. Il est propriétaire d'un studio de cinéma et d'animation nommé « Todd McFarlane Entertainment ».
Il est l'un des copropriétaires des Oilers d'Edmonton entre 2001 et 2008, une équipe de hockey sur glace évoluant dans la Ligue nationale de hockey. Il leur a dessiné un troisième maillot. Il collectionne les balles de baseball historiques.

## Biographie

### Enfance et études
Todd McFarlane est né à Calgary, au Canada. Il grandit dans le sud de la Californie.
Adolescent, il découvre les comics et devient fan d’auteurs comme John Byrne ou Frank Miller. Il développe un goût particulier pour les dessins de Michael Golden et d'Art Adams. L'influence du dessin d'Adams, aussi détaillée que cartoon,  est visible dans les travaux de McFarlane.
Au début des années 1980, Todd McFarlane étudie à l'université de Washington Est. Il se concentre sur les arts graphiques et le baseball. Son diplôme obtenu, il veut devenir joueur professionnel, mais n'est pas sélectionné.
Il cherche du travail dans l'industrie du comics. Depuis ses années lycées, il essaie de se singulariser dans ce domaine : il aura reçu plus de 700 lettres de refus.

## Carrière
Son premier travail, une histoire de Coyote chez Epic Comics, est publié en 1984. Il travaille ensuite pour ⁣⁣Marvel Comics⁣⁣ et pour DC Comics. Il illustre plusieurs numéros de l'incroyable Hulk, ainsi que quelques Batman et Infinity Inc..
En 1988, Todd McFarlane rejoint le scénariste David Michelinie sur la série Marvel The Amazing Spider-Man. Todd modifie l'apparence du super-héros, en accentuant son côté araignée par des membres raides et de grands yeux. Cette interprétation influencera les artistes après lui. Il dessine également la première apparence de Venom, un « méchant » populaire. Todd McFarlane est parfois co-crédité, à tort, pour la création du personnage.
Avec ce travail sur The Amazing Spider-Man, McFarlane devient une superstar de l'industrie du comics. En 1990, Marvel lance une nouvelle série mensuelle sur Spider-Man, appelée simplement Spider-Man, que McFarlane scénarise et dessine à la fois. Le premier numéro se vend à 2,5 millions d'exemplaires, en partie grâce aux différentes couvertures utilisées pour encourager les achats multiples par les collectionneurs.
Après un an de travail sur Spider-Man, il quitte Marvel pour former Image Comics avec Marc Silvestri, Rob Liefeld, Erik Larsen, Jim Valentino, Jim Lee et Whilce Portacio.
Sous son label « Todd McFarlane Productions », il lance un superhéros occulte : Spawn. Le premier numéro s'écoule à 1,7 million d'exemplaires, un record pour un comics indépendant. La série génère des ventes surprenantes pendant les années 90. Elle reste l'une des plus réputées d'Image, souvent critiquée pour ses scénarios superficiels et ses personnages sans intérêt. McFarlane a du mal à sortir ses comics à la date prévue, ce qui provoque une baisse des ventes et les libraires le boudent. Spawn continuera jusqu'en 2005, bien que la série ait perdu des parts de marché.
Todd McFarlane Productions publie de nombreuses séries dérivées de Spawn. McFarlane s'intéresse à d'autres activités. En 1994, il cesse d'être le dessinateur officiel de Spawn.
Cette année-là, il lance McFarlane Toys. Sa collection de figurines articulées et minutieusement sculptées définit de nouveaux standards. La société récupère les droits pour produire des figurines d'athlètes parmi les quatre sports majeurs en Amérique du Nord - baseball, hockey sur glace, football américain et basket-ball - ainsi que les droits sur différents films à succès : Terminator, Matrix et Shrek. Ils lancent aussi des figurines de musiciens de rock comme Jim Morrison, Jimi Hendrix et les membres du groupe Kiss.
En 1996, il fonde Todd McFarlane Entertainment, un studio de cinéma et d'animation. En 1997, en collaboration avec New Line Cinema, il produit le film Spawn,  avec un succès modéré. Ils produisent également la série animée Spawn, diffusée sur HBO entre 1997 et 1999.
Le studio produit des clips à succès, comme Freak On A Leash du groupe KoЯn en 1999. McFarlane commanda à Greg Capullo (à qui il confiera aussi les dessins de Spawn pendant plusieurs années) la pochette de l'album de Korn qu'il encrera - Follow the Leader - et celui de Pearl Jam Do the Evolution en 2000, le premier clip du groupe depuis 9 ans. Ils produisent un segment animé du film The Dangerous Lives of Altar Boys en 2002. Il illustre en 1996 la pochette de l'album The Dark Saga de Iced Earth (album concept où son héros, Spawn, est mis à l'honneur).

## Investissement dans le baseball et le hockey
Fan de baseball, il achète aux enchères de nombreuses balles de la course au record du plus grand nombre de home run en une seule saison, que se livrèrent Mark McGwire et Sammy Sosa en 1998. Il détient les balles des 33e, 61e et 66e home run de Sosa, et la 1ère, la 63e, la 67e, la 68e, la 69e et la 70e de McGwire (la 61e de Sosa fut la balle qui égalisa le record de Roger Maris, et la 70e de McGwire définit un nouveau record (battu en 2001) par Barry Bonds).
Fin 2001, McFarlane révéla un nouveau logo pour l'équipe de NHL les Oilers d'Edmonton, qu'il détient en partie. Ce logo figure sur le 3e maillot de l'équipe : en NHL, les équipes ont traditionnellement un maillot foncé pour jouer à domicile, un maillot clair pour jouer à l'extérieur, et depuis 1995, un 3e maillot, qu'ils peuvent porter pour 10 à 15 matchs par saison.

## Procès intentés
Todd McFarlane perdra beaucoup d'argent au cours de deux procès. Dans le premier, en 2002, il contesta au scénariste Neil Gaiman les droits du super-héros britannique Miracleman. Dans le second, en décembre 2004, le joueur de hockey Tony Twist l'attaqua parce qu'il avait donné son nom à un personnage de la mafia dans la série Spawn. Après la perte de ce second procès, son label Todd McFarlane Productions fut déclaré en faillite, mais les comics de Spawn continuent à être publiés.

## Publications
- The Amazing Spider-Man
- Angela (comics) co-auteur avec Neil Gaiman
- Batman (DC comics)
- Sam & Twitch
- Hulk
- Spawn (comics) (Image comics/Delcourt)
- X-Force
- Haunt co-auteur avec Robert Kirkman
- Infinity, Inc. (DC comics)
- Wolverine
- Spitfire And The Troubleshooters
- G.I. Joe (comics)

## Autres productions
- Spawn
- Spawn
- Odd McFarlane's Spawn: The Video Game (jeux vidéo 1995)
- SoulCalibur II
- Spawn: The Eternal (jeux vidéo 1997)
- Spawn: In the Demon's Hand (jeux vidéo 2000)
- Spawn: Armageddon (jeux vidéo 2003)
- McFarlane's Evil Prophecy (jeux vidéo 2005) PlayStation 2
- Tortured Souls (figurines avec Clive Barker)... (Tortured Souls: Animae Damnatae prévu en 2011)
- Tenue spéciale du Maître Assassin Arno Dorian dans Assassin's Creed Unity (jeu vidéo 2014)
- Les designs de Les Royaumes d'Amalur: Reckoning (jeux vidéo 2012)

## Prix et récompenses
- 1992 : prix Inkpot
- 1993 : prix du comic book de la National Cartoonists Society
- 2000 : prix Grammy du meilleur clip vidéo pour Freak on a Leash (en) de Korn
- 2011 : Temple de la renommée de la bande dessinée canadienne